# 45,X/46,XY
Смешанная дисгенезия гонад, также известный как X0/XY-мозаицизм и 45,X/46,XY-мозаицизм — редкий синдром, связанный с анеуплоидией половых хромосом и мозаицизмом Y-хромосомы. Также называется мозаичным кариотипом.
Клинические проявления сильно варьируют: от частичной вирилизации и гениталий промежуточного типа при рождении до полностью мужского или женского фенотипа. У лиц с мозаицизмом X0/XY также обнаруживается значительно большее, чем обычно, число других патологий развития. Психомоторное развитие в норме.

## Симптомы
Фенотип при смешанной дисгенезии гонад сильно варьируются: может быть как типично мужской фенотип, так и дисгенезия гонад у мужчин, так и состояние, похожее фенотипически на синдром Шерешевского — Тёрнера. Наиболее распространенным фенотипом при кариотипе 45,X/46,XY является типично мужской фенотип, затем следует фенотип с гениталиями промежуточного типа.
Известно, что большинство пациентов с этим кариотипом имеют аномальную гистологию гонад. Высокие уровни гонадотропина были описаны у пациентов мужского и женского пола, а также низкие уровни тестостерона у пациентов мужского пола. Частичная потеря гена SHOX обычно связана с низким ростом. Психомоторное развитие в норме.
Поскольку гонады могут быть не симметричными, развитие Мюллеровых протоков и Вольфовых каналов также может быть асимметричным. Из-за наличия дисгенетической ткани гонад и материала Y-хромосомы существует высокий риск развития гонадобластомы.
Как правило, люди с таким геномом стерильны, но в одном случае было отмечено рождение у женщины с мозаицизмом 46,XY/45,X дочери с геномом 46,XY (у дочери полная дисгенезия гонад, в семье часто встречались аномалии пола).

## Причины
В нормальной ситуации все клетки в организме человека будут иметь 46 хромосом, одна из которых будет X, а другая Y или обе X. Однако иногда во время сложного раннего процесса репликации ДНК и деления клеток, одна хромосома может быть потеряна. В кариотипе 45, X / 46, XY большая часть или вся Y-хромосома теряется в одной из вновь созданных клеток. У всех клеток, полученных из этой клетки, будет отсутствовать Y-хромосома. Все клетки, созданные из клеток, которые не потеряли Y-хромосому, будут XY. Клетки 46, XY будут продолжать делиться как и клетки 45,X. В результате у зародыша, а потом и у плода, а затем и у ребенка будет кариотип 45,X/46,XY. Это состояние называется мозаичным кариотипом, потому что, как в плитках на мозаичных полах или стенах, существует более одного типа клеток.
Существует много вариаций хромосом, которые вызывают кариотипом 45,X/46,XY, включая порок развития (изодицентризм) Y-хромосом, делеции Y-хромосомы или транслокации сегментов Y-хромосомы. Эти перестройки Y-хромосомы могут привести к частичной экспрессии гена SRY, что может привести к развитию гениталий промежуточного типа и нестандартным уровням тестостерона.

## Диагностика
Диагностика кариотипа 45,X/46, XY имеет значительные клинические значение из-за известных факторов, влияющих на рост, гормональный баланс, развитие гонад и гистологию. Кариотип 45,X/46,XY диагностируется путем изучения хромосом в образце крови.
Возраст диагноза варьируется в зависимости от проявлений симптомов, побуждающих к цитогенетическому тестированию. Многим пациентам диагноз ставят пренатально, когда симптомы заметны уже у плода (увеличение складок в области шеи или ненормальный уровень сыворотки), материнского возраста или аномальных ультразвуковых исследований, в то время как у других диагностируют в постнатальный период, например, при наличие у пациента гениталий промежуточного типа. Часто диагноз ставится на более поздних этапах жизни из-за низкого роста, задержки полового созревания или комбинации того и другого.
Мозаицизм 45,X/46,XY можно обнаружить внутриутробно через амниоцентез, однако было установлено, что доля 45,X клеток в амниотической жидкости не может предсказать каких-либо фенотипических результатов, что часто затрудняет пренатальное генетическое исследование.

## Известные люди
- Макс Бек — американский интерсекс-активист[11]
- Станислава Валасевич — польская легкоатлетка, олимпийская чемпионка[12]